# 브람스를 좋아하세요? (사운드트랙)
"브람스를 좋아하세요? OST"는 2020년 SBS에서 방영된 드라마 《브람스를 좋아하세요?》의 사운드트랙이다. 펀치의 '널 사랑했던 한 사람' 등의 일부 음원이 음반 발매 전 온라인을 통해 선공개되었다. 이후 드라마 종영 하루 전인 2020년 10월 19일, 음반이 정식으로 공개되었다. 음반에는 앞서 언급한 펀치 외에도 태연, 거미, 조유리 등이 참여했다.

## 수록곡
| #   | 제목                                  | 작사                  | 작곡               | 편곡 | 음악가 | 재생 시간 |
| --- | ------------------------------------- | --------------------- | ------------------ | ---- | ------ | --------- |
| 1.  | 〈Close To Me〉                       | 지훈, Jay Kim         | 차지혜, 황찬희     | 펀치 | 3:26   |           |
| 2.  | 〈지금 만나러 갈게〉                  | 지훈, Jay Kim         | KZ, 정수민, 김혜광 | god  | 4:14   |           |
| 3.  | 〈너의 달빛〉                         | 지훈, Jay Kim         | 최인환, 이승주     | 첸   | 3:41   |           |
| 4.  | 〈널 사랑했던 한 사람〉               | 펀치, 지훈, Jay Kim   | 이승주, 최인환     | 펀치 | 3:53   |           |
| 5.  | 〈내일은 고백할게〉 (타이틀)          | 지훈, Jay Kim, 배진영 | 153/Joombas        | 태연 | 3:57   |           |
| 6.  | 〈Do you like Brahms?〉               | 김장우                | 김장우, 이다정     | 혜림 | 1:06   |           |
| 7.  | 〈träumerei : 꿈〉 (메인 테마)        |                       | JKM1               |      | 4:30   |           |
| 8.  | 〈poco a poco : 조금씩, 서서히〉      |                       | JKM1               |      | 2:46   |           |
| 9.  | 〈innig : 진심으로〉                  |                       | JKM1               |      | 3:16   |           |
| 10. | 〈non troppo : 지나치지 않게〉        |                       | JKM2               |      | 3:37   |           |
| 11. | 〈accelerando : 점점 빠르게〉         |                       | JKM1               |      | 5:03   |           |
| 12. | 〈raffrenando : 속도를 억제하면서〉   |                       | JKM1               |      | 2:30   |           |
| 13. | 〈inquieto : 불안하게, 안정감 없이〉  |                       | 김장우, 장원       |      | 2:44   |           |
| 14. | 〈con fermezza : 확실하게, 분명하게〉 |                       | 김장우, 장원       |      | 2:57   |           |

| #   | 제목                                                | 작사                | 작곡                   | 편곡          | 음악가 | 재생 시간 |
| --- | --------------------------------------------------- | ------------------- | ---------------------- | ------------- | ------ | --------- |
| 1.  | 〈그리워하면 그댈 만날까봐〉                        | 지훈, Jay Kim       | 이승주, 황찬희, 최인환 | 김나영        | 3:27   |           |
| 2.  | 〈My Love〉                                         | 지훈, Jay Kim       | A10TION, Noheul        | 조유리        | 3:05   |           |
| 3.  | 〈밤하늘의 저 별처럼〉                              | 펀치, 지훈, Jay Kim | 로코베리, Pinkpage     | 헤이즈 · 펀치 | 3:49   |           |
| 4.  | 〈아름다운 한 사람〉                                | 지훈, Jay Kim       | 로코베리               | 케이윌        | 3:54   |           |
| 5.  | 〈노래해요 그대 듣도록〉                            | 지훈, Jay Kim       | 안영민                 | 거미          | 3:10   |           |
| 6.  | 〈happy〉                                           | 지훈, Jay Kim       | 개미, 한밤             | 백현          | 3:52   |           |
| 7.  | 〈dolce : 달콤하게〉                                |                     | JKM2                   |               | 2:26   |           |
| 8.  | 〈sotto voce : 속삭이는 목소리로〉                  |                     | JKM1                   |               | 3:02   |           |
| 9.  | 〈fermata : 늘임표〉                                |                     | JKM2                   |               | 4:54   |           |
| 10. | 〈da capo : 처음으로 되돌아가서〉                   |                     | 김장우, 이승준         |               | 5:05   |           |
| 11. | 〈arpeggio : 펼침화음〉                             |                     | JKM2                   |               | 2:58   |           |
| 12. | 〈a tempo : 본래의 속도로 돌아가서〉                |                     | JKM1                   |               | 3:03   |           |
| 13. | 〈general pause : 돌연히 멈추고 모든 성부가 쉴 것〉 |                     | 김장우                 |               | 3:19   |           |
| 14. | 〈crescendo : 점점 크게〉                           |                     | JKM2                   |               | 2:41   |           |

## 차트
| 차트 (2020)          | 최고 순위 |
| -------------------- | --------- |
| 대한민국 (가온 차트) | 32        |

| 차트 (2020)          | 최고 순위 |
| -------------------- | --------- |
| 대한민국 (가온 차트) | 94        |

## 디지털 싱글
일부 음원에 대하여 발매 전에 디지털 싱글 형식으로 공개한 바 있다. 아래는 그 일람이다.
| Part | 음원                     | 발매일          | 비고          |
| ---- | ------------------------ | --------------- | ------------- |
| 1.   | Close To Me              | 2020년 9월 1일  | 펀치          |
| 2.   | 지금 만나러 갈게         | 2020년 9월 7일  | god           |
| 3.   | 너의 달빛                | 2020년 9월 8일  | 첸            |
| 4.   | 널 사랑했던 한 사람      | 2020년 9월 14일 | 펀치          |
| 5.   | 내일은 고백할게          | 2020년 9월 15일 | 태연          |
| 6.   | 그리워하면 그댈 만날까봐 | 2020년 9월 21일 | 김나영        |
| 7.   | My Love                  | 2020년 9월 22일 | 조유리        |
| 8.   | 밤하늘의 저 별처럼       | 2020년 9월 27일 | 헤이즈 · 펀치 |
| 9.   | 아름다운 한 사람         | 2020년 9월 28일 | 케이윌        |
| 10.  | 노래해요 그대 듣도록     | 2020년 9월 29일 | 거미          |
| 11.  | happy                    | 2020년 10월 6일 | 백현          |

## 이야깃거리
- '지금 만나러 갈게'를 가창하며 참여한 god에 윤계상은 불참하여 가창하지 않은 것으로 알려졌다. 윤계상 개인의 일정 조율이 원활하지 못해 발생한 일이며, 박준형, 데니안, 김태우, 손호영만이 참여하게 되었다.[4]
- god의 '지금 만나러 갈게' 음원은 god 데뷔 이후 첫 사운드트랙 녹음 음원이다.[4]
- 조유리의 'My Love' 음원은 조유리 개인의 첫 사운드트랙 녹음이자, 아이즈원 멤버 개인의 첫 단독 녹음 음원이다.[5] 이를 기념하여, SBS 《2020 슈퍼 온택트》 10월 4일 콘서트 개막곡으로, 조유리가 가창한 바 있다.
- 펀치는 음반에서 총 3곡을 가창했다. 특히, '널 사랑했던 한 사람'과 '밤하늘의 저 별처럼'은 작사에도 참여하였다.

## 같이 보기
- SBS 《브람스를 좋아하세요?》